# DAIBAッテキ!!
DAIBAッテキ!!（ダイバッテキ）は一部フジテレビ系列にて1998年10月5日から1999年3月31日にかけて生放送されていたフジテレビ制作のバラエティー番組。放送時間は、毎週月曜 - 金曜16:25 - 16:55（JST）。メイン司会はドロンズ。女性アイドルグループチェキッ娘を生み出したことで知られる。提供はドリームキャスト（セガ・エンタープライゼス（後のセガサミーホールディングス））。
タイトルは、フジテレビ本社の移転先である「台場」（港区台場（お台場））と「大抜擢」を引っ掛けて考案された。

## 出演者
- ドロンズ（司会）
- チェキッ娘
- ブラザートム（月曜）
- 大森玲子（月曜）
- 藤井隆（火曜）
- 山本シュウ（水曜）
- YURIMARI（木曜）
- ビビアン・スー（金曜）
- RuRu（金曜）
- ジェニー（金曜）
- S.E.S.（金曜）
- 垣花正（LFクールK名義、当時ニッポン放送アナウンサー）
- 春日由実（当時フジテレビアナウンサー）
- 桜井堅一朗（当時フジテレビアナウンサー）

## 主なコーナー
（以下出典：）
チアチェキSHOW!
チェキッ娘から、田中里奈（リーダー）、上田愛美、佐々木絵美子、野崎恵、小林裕美、大田祐歌がチアチェキ軍団として、チアガールの衣装で出演。視聴者からのはがきの内容に「松」「竹」「梅」の評価をつける。このコーナーは、『DAIBAクシン!!cheki b.』にも「出張!チアチェキSHOW!!」として引き続き行なわれている。
藤井ビクス
藤井隆がツッコミを入れながら、チェキッ娘とオリジナルのエアロビクスを踊るコーナー。チェキッ娘からの主な出演は、町田恵、久志麻里奈、松本江里子、甲斐田聡美。1999年2月2日放送で、このコーナーのユニットの名前が「WAX」と決まった。
DAI激論

発掘売る売る代理店
面白そうなグッズなどを紹介し、それに名前をつけていこうというコーナー。町田恵、矢作美樹のリトルマーメイドが進行役。田中里奈、久志麻里奈、野崎恵が名前をつける「チェキチェキ堂」として出演。
チェキチェキ合唱団
チェキッ娘の合唱団仕立てのコント、指揮者役はドロンズ・石本武士。松本江里子が無表情でソロパートを演じていたのが笑いどころだった。
チェキッ娘学園
学校の教室を舞台としたコント。
宿題チェキッ

お掃除隊中継
チェキッ娘から2人のメンバーが、他のメンバーの部屋に入ってそこから掃除をしながら生中継をするというコーナー。1999年3月10日は熊切あさ美、3月12日はドロンズ・大島直也、3月17日は五十嵐恵のそれぞれの自宅の部屋から中継を行なった。
10秒キッカリシュー
必ずジャスト10秒で止めるというゲーム。ゲームは顔を水につけての息止め、ヘッドバンギング、太鼓叩き、など。チェキッ娘のメンバーが石本チームと藤井チームに分かれてのチーム対抗戦で、最後のゲームは石本と藤井のキャプテン対決となっていた。
畳でドロンズ
チェキッ娘メンバーがその場で、畳の上で書いた書道作品の披露など。毎回1人に「金チェキ」が贈られた（同時に「ダメチェキ」が選ばれたこともあった）。
オバチェキ相談室
チェキッ娘がおばさんキャラに扮してスタジオ出演の相談者の悩みに答えていたコーナー。最後に暴れ合うことが多かった。
教えて!BASSMAN
吉田建が出演。CHEE'S結成のきっかけともなったコーナー。
ブランド7 お宝ハウス
ROAD TO THE LONDON
ロンドン行きを懸けた、チェキッ娘メンバーによる体力ゲーム。1999年1月20日に1回戦、1月27日に2回戦、2月3日に敗者復活戦と決勝戦が行なわれた。
ロケ中継
- 1999年2月16日 - 尾瀬戸倉スキー場
- 1999年2月19日 - 瀬田温泉
- 1999年2月23日 - ワイルドブルーヨコハマ
- 1999年3月2日 - 日光ウェスタン村

### セガ関連のコーナー

#### ドリームキャスト
よいこのホームページ
ドリームキャストのインターネット端末（こちらを参照）を使用し、チェキッ娘とメンバー関係のホームページを作った視聴者からの報告を紹介。それに対して「いけない画像と音声は使わない」とメンバー自身が考えた約束が伝えられていた。なお、このコーナーも『DAIBAクシン!!cheki b.』に引き継がれている。
B-1 GRAND PRIX
チェキッ娘が早着替えなどのゲームに挑戦、優勝者にはドリームキャストなどがプレゼントされた。

#### 東京ジョイポリス
ジョークボックス
フジテレビ近くにあるテーマパーク「東京ジョイポリス」（デックス東京ビーチ内）から中継（木曜日）。桜井堅一朗アナ（当時）が中継担当し、ジョイポリスに集まった人にダジャレを披露してもらうコーナー。早川伸吾や末高斗夢らが出演していた。ちなみに桜井は、その後『DAIBAクシン!!cheki b.』にて笑福亭鶴瓶とともに司会を務めることになる。

## スタッフ
- 構成
  - （月）スティーヴ野中ルカサー(野中浩之)、津曲ラッキー(津曲裕之)、マイク大村
  - （火）小笠原英樹、遠藤みちスケ、長谷川朝二、柄沢正典
  - （水）成田はじめ、中野俊成、池田裕幾、中山維夫
  - （木）大田一水、豊田俊一、小川浩之、石田孝風味、永井真紀
  - （金）山内浩嗣、松井洋介、白川幸洋
- 美術制作：石鍋伸一朗・井上幸夫（共にフジテレビ）
- デザイン：別所晃吉
- 美術進行
  - （月・金）林勇
  - （火・木）安喰誠
  - （水）楫野淳司
- 大道具：松本達也、長島直
- アートフレーム：神崎祐樹
- 装飾：中村俊介
- メイク：小島百合子
- 視覚効果：兼平昭
- 電飾：宇塚敏明、谷口雅彦【週替り】
- アクリル装飾：高信作
- 特殊美術：日下信二
- タイトル
  - （月）高柳義信
  - （火）福澤伸太郎
  - （水）佐々木千代乃
  - （木）原野真理子
  - （金）岩崎光明
- 電子タイトル：斉藤和、白石浩一、飯野由紀子、竹内洋、船橋明富
- TD：馬場直幸（フジテレビ）
- SW
  - （月）石田智男（フジテレビ）、竹内弘佳【週替り】
  - （火）米山和孝（フジテレビ）
  - （水）入部紳一郎（フジテレビ）
  - （木）勝村信之（フジテレビ）
  - （金）坂本淳一
- カメラ
  - （月・金）永野進（フジテレビ）
  - （火・水）岸田花子（フジテレビ）
  - （木）二見健二（フジテレビ）
- VE
  - （月）戸田英男・大西幸二（共にフジテレビ）
  - （火・木）西川寛（フジテレビ）
  - （火）岡澤聡（フジテレビ）【週替り、※担当によって異なる】
  - （水）青木正人（フジテレビ）
  - （金）戸田英男（フジテレビ）
- 音声
  - （月）松永英一（フジテレビ）【週替り、※担当によって異なる】
  - （月・水・木）太田宗孝
  - （火・金）竹下博英（フジテレビ）
  - （水）小幡一綱【週替り、※担当によって異なる】
- 音響効果：斉藤信之（4-Legs）
- 照明
  - （全曜日）澤田篤宏（フジテレビ）
  - （月・火）本沢啓史
  - （水）藪木健太郎
  - （木・金）小井手正夫
- web master：鬼熊陽一郎
- TK
  - （月）江野澤郁子、斉藤裕里【週替り】
  - （火）石井成子
  - （水）松下絵里
  - （木）山中京子
  - （金）石原由季
- スタイリング：TEES、百足倫子
- 技術協力：八峯テレビ、FLT、サンフォニックス、MCJ(メディアクリエイションジャパン)
- 協力：東京ジョイポリス、デックス東京ビーチ、nis、FIPほか
- 企画協力：秋元康事務所
- ディレクター
  - （月）後藤優
  - （火）落合仁（BEE BRAIN）
  - （水）又平和己（NCV）
  - （木）菅剛史（当時オフィス源） 、神原孝・城間康男（共にフジテレビ）
  - （金）城野智則・冨田哲朗（共にフジテレビ）、服部信男（FCC）
- プロデューサー
  - （月）きくち伸（フジテレビ）
  - （火）西敏也・高橋郁男（BEE BRAIN）
  - （水）原田浩司（NCV）
  - （木）清水宏泰（フジテレビ）
  - （金）原知行（当時オフィス源）
- 総合プロデューサー：水口昌彦（フジテレビ）
- 制作協力
  - （全曜日）NCV、CONTROL、フローティングアイランドジャパン
  - （火）BEE BRAIN
  - （金）オフィス源
- 制作：フジテレビ編成局第二制作部
- 制作著作：フジテレビ

## 放送内容
（以下出典：）
| 放送日               | 内容 |
| -------------------- | --- |
| 1998年 10月5日（月） | チェキッ娘メンバー候補 30人→10人選出 特技・アピールタイム |
| 10月6日（火）        | チェキッ娘メンバー候補10人歌唱力審査 |
| 10月7日（水）        | チェキッ娘メンバー候補10人 スタイル（水着に着替え）、ダンス審査 |
| 10月8日（木）        | チェキッ娘メンバー候補10人 クイズ&体力測定アピールタイム |
| 10月9日（金）        | 初代チェキッ娘6人決定 ゲスト審査員：江守徹、宮澤正明（写真家）、湯川英一（SEGA専務） |
| 10月12日（月）       | - バカテク女子高生B-1グランプリ（下川、五十嵐、熊切） - ブランド7お宝ハウス（五十嵐） - 畳でドロンズ「知っている一番難しい言葉」（田中、下川、矢作、新井、五十嵐、熊切） |
| 10月13日（火）       | - 宿題チェキッ!!「30秒で涙を流す」（矢作、新井、五十嵐） - 話してアミ～ゴ♪ - 彼ゲッチュ! - ゲスト：桑名正博 |
| 10月14日（水）       | - チェキッ娘 お金持ちを探せ!!（日直MC、新井に決定） - カラオケ セリエDA!! |
| 10月15日（木）       | チェキッ娘オーディション ゲスト審査員：佐藤藍子 |
| 10月20日（火）       | - 宿題チェキッ!!「テーブルクロス引き」（下川、熊切） - 話してアミ～ゴ♪ - 彼ゲッチュ! - ゲスト：安岡力也、ナポレオンズ |
| 10月21日（水）       | - MC DAIBAッテキ!!（日直MCが五十嵐に決定） - カラオケ セリエDA!! - カップル・クイズ ナンニン・ナンニン? |
| 10月22日（木）       | - ココモク心理教室 - チェキッ娘 あるある噂の大辞典（田中、下川、五十嵐、熊切） - 今週のGTO!! - 今週のチェキッ娘キャスター:上田愛美 |
| 10月23日（金）       | チェキッ娘オーディション ゲスト審査員：パイレーツ、マキシ・プリースト、宮澤正明 |
| 10月26日（月）       | 畳でドロンズ「一番カッコイイと思う言葉」（下川、新井、熊切） |
| 10月27日（火）       | - 宿題チェキッ!!「紙切り」 - 彼ゲッチュ! |
| 10月28日（水）       | - MC DAIBAッテキ!!（日直MCが五十嵐と熊切に決定） - カラオケ セリエDA!! - カップル・クイズ ナンニン・ナンニン? |
| 10月29日（木）       | - チェキッ娘熱闘スタジアム!! 「投げて破って!ウッフンアッハン大ビンゴゲーム!!」 「ちょっと前なら覚えちゃいるが10年も前だと覚えてねえなぁゲーム!」 「都道府県山手線ゲーム!」 - ココモク心理教室 |
| 10月30日（金）       | チェキッ娘オーディション ゲスト審査員：GACKT（MALICE MIZER）、新山千春、山下真司 |
| 11月2日（月）        | - バカテク女子高生B-1グランプリ - ブランド7お宝ハウス（熊切） - 畳でドロンズ「オヤジギャグ」（田中、新井、町田、久志） - チェキッ娘CDデビュー発表 |
| 11月3日（火）        | - 宿題チェキッ!!「跳び箱」 - 10秒キッカリシュー「水中息止め」「ヘッドバンギング」「鼻フック」 |
| 11月4日（水）        | - MC DAIBAッテキ!!（日直MCが田中と熊切に決定） - カラオケ セリエDA!! - カップル・クイズ ナンニン・ナンニン? |
| 11月9日（月）        | - バカテク女子高生B-1グランプリ - ブランド7お宝ハウス（水口P） - 畳でドロンズ「人生最大のピンチ」（下川、新井、熊切、久志） |
| 11月10日（火）       | - 宿題チェキッ!!「スーパーヘディング」 - 10秒キッカリシュー「視力検査」「ドラムロール」「低周波マッサージ」 - チェキッ娘ランキング「いい匂いがしそうなチェキッ娘」「ウンコが太そうなチェキッ娘」 |
| 11月11日（水）       | - MC DAIBAッテキ!!（日直MCが下川と熊切に決定） - カラオケ セリエDA!! - カップル・クイズ ナンニン・ナンニン? |
| 11月12日（木）       | - チェキッ娘熱闘スタジアム!!「青春の主張 パタンキュー」「ハマグリTIME 風船チェキッ」 - ココモク心理教室 |
| 11月13日（金）       | チェキッ娘オーディション ゲスト審査員：千秋、SAM（TRF）、峰岸徹 |
| 11月16日（月）       | - バカテク女子高生B-1グランプリ - 浮き足だってんじゃねーよ（大森玲子が電話の相手） - 畳でドロンズ「私がスターになったら」（田中、下川、新井、久志、佐々木） |
| 11月17日（火）       | - 宿題チェキッ!!「年賀状をデザイン」 - 10秒キッカリシュー「風船ふくらまし」「官能小説朗読」「低周波コーヒー」 - チェキッ娘ランキング「ムチが似合いそうなチェキッ娘」 |
| 11月18日（水）       | - チェキッ娘フィンガーショット!! - カラオケ セリエDA!! - 眠れるケイタイ（ビビる大木へ生電話） |
| 11月19日（木）       | チェキッ娘オーディション ゲスト審査員：神田うの、黒沢年男、TAKUYA（JUDY AND MARY） |
| 11月27日（金）       | チェキッ娘オーディション ゲスト審査員：宮澤正明、遠藤久美子、TAKUYA（JUDY AND MARY） |
| 11月30日（月）       | - バカテク女子高生B-1グランプリ - 浮き足だってんじゃねーよ（下川が電話の相手） - 畳でドロンズ「最近泣いた理由」（田中、新井、久志、佐々木、藤岡、嶋野） - 月1チャンピオンシップ!「丸台おしりでドン」 - デビューシングル「抱きしめて」初披露 |
| 12月1日（火）        | - 夕焼け番長 - 宿題チェキッ!!「腹筋」 - アポなし楽屋チェキッ!!（新井、五十嵐が藤井隆の楽屋へ潜入） - チェキッ娘DAI激論「男は金か?顔か?」「彼氏の前でオナラをするなら"ブー"か?"スー"か?」 |
| 12月2日（水）        | - 眠れるケイタイ（ドロンズ大島がU-turn対馬へ、ドロンズ石本が宮前真樹へ生電話） - 新チェキッな世界（テーマは「IZAMの似顔絵」） |
| 12月3日（木）        | - チェキッ娘熱闘スタジアム!!「叫べ!!パタン球」「チキチキマシン猛レースバージョン2」 - チェキッ娘パパラッチ!!（田中） |
| 12月4日（金）        | チェキッ娘オーディション ゲスト審査員：小池聰行、華原朋美、原田龍二 |
| 12月7日（月）        | - バカテク女子高生B-1グランプリ - 浮き足だってんじゃねーよ（上田が電話の相手） - 畳でドロンズ「一番難しいと思う英語」（下川、熊切、上田、久志、藤岡、森） - 月1チャンピオンシップ!「丸台おしりでドン」 |
| 12月8日（火）        | - 夕焼け番長 - 見た目でチェキッ!!「根性のありそうなチェキッ娘」（下川、熊切、上田、久志） - チェキッ娘DAI激論「浮気は許す!!vs浮気は許さない!!」「ムダ毛は剃る!!vsムダ毛は抜く!!」 - チェキッ娘握手会イベント決定の発表 |
| 12月9日（水）        | - 眠れるケイタイ（大島が原千晶へ、石本がアジャコングへ生電話） - 新チェキッな世界（テーマは「聖徳太子の似顔絵」） - チェキッ娘親衛隊第1号 |
| 12月11日（金）       | チェキッ娘オーディション ゲスト審査員：小池聰行、袴田吉彦、浜崎あゆみ |
| 12月14日（月）       | - バカテク女子高生B-1グランプリ 年間チャンピオン決定戦 1次予選「早着替え・緑色ジュース早飲み」 2次予選「早着替え・エビみりんせんべい早食い」 決勝「サンタクロース衣装に早着替え・ケーキ一気食い」 - 浮き足だってんじゃねーよ（新井、熊切が電話の相手） - チェキッ娘学園 DAIBAくSHOW!!「クリスマス編」（ドロンズ、トム、下川、矢作、新井、熊切、町田） - たたかえ!ソニック君!! チェキッ娘三番勝負 - 畳でドロンズ「チェキッ娘重大ニュース」 - 月1チャンピオンシップ!「丸台おしりでドン」 |
| 12月15日（火）       | - チェキッ娘DAI激論 「クリスマスにもらうなら、カルティエのリング?「愛してるよ」の一言？」 「トイレに紙がなかったら、ふく?ふかない?」 - 夕焼け番長 - 見た目でチェキッ!!「1番運の悪そうなチェキッ娘」（田中、下川、五十嵐、佐々木） - 緊急企画!! Tokio Indies Sammit !!「VANG VANG 2005」 「クラブマニア」「DRAUG CAPSULE」「plastic rouge」 |
| 12月16日（水）       | - チェキッ娘親衛隊第1号 - 眠れるケイタイ（大島が遠山景織子へ、石本が野々村真へ生電話） - 新チェキッな世界（テーマは「オスマン・サンコンの似顔絵」、サンコン本人が生出演） - 鉄の寿司（チェキッ娘メンバーが寿司にぎりに挑戦） |
| 12月17日（木）       | - 料理のチェキ人 - チェキッ娘熱闘スタジアム!! 「パンスト・チェキトロドン!」「チキチキマシン猛レース クリスマススペシャル」 - チェキッ娘パパラッチ!!（森） - MONO MONO チェキッ!（矢作、町田） |
| 12月18日（金）       | チェキッ娘オーディション・リベンジ ゲスト審査員：安西ひろこ、TAKUYA（JUDY AND MARY）、湯川英一、小池聰行 |

| 放送日              | 内容 |
| ------------------- | --- |
| 1999年 1月4日（月） | - 浮き足だってんじゃねーよ（矢作が電話の相手） - チェキッ娘学園 DAIBAくSHOW!!「始業式編」（ドロンズ、トム、下川、矢作、新井、熊切、上田） - 畳でドロンズ（下川、新井、町田、久志、嶋野、森） |
| 1月6日（水）        | - 眠れるケイタイ - 新チェキッな世界 - ゲスト：財前直見、上川隆也、一色紗英、原沙知絵（『お水の花道』のPR） |
| 1月7日（木）        | - チェキッ娘パパラッチ!!（新井、野崎、嶋野） - クイズ! パンストチェキトロドン - オリコン最新ベスト10 踊るCHEKI-RAN（歌披露：下川、上田、藤岡） - 発掘! ウルウル代理店 |
| 1月8日（金）        | チェキッ娘オーディション ゲスト審査員：菅野美穂、SAM（TRF）、小池聰行 |
| 1月11日（月）       | - 帰ってきた1999ちょーB-1グランプリ登校編 - 浮き足だってんじゃねーよ（下川、五十嵐、久志が電話の相手） - 畳でドロンズ「私の中の大人」（下川、矢作、新井、町田、久志、森） - 月1チャンピオンシップ!「丸台おしりでドン」 |
| 1月12日（火）       | - 夕焼け番長 - チェキッ娘DAI激論「お風呂に入った時に入念に洗うのは上半身?下半身?」 - '99年賀状大感謝祭 |
| 1月13日（水）       | - 眠れるケイタイ（石本が江頭2:50へ生電話 → 江頭本人登場） - チェキッ娘親衛隊第1号 - チェキッ娘フィンガーショット!!「ハワイ編スペシャル・ハワイで一番恥をかいたチェキッ娘」 |
| 1月14日（木）       | - 発掘! ウルウル代理店 - クイズ! パンストチェキトロドン - オリコン最新ベスト10 踊るCHEKI-RAN（歌披露：下川、上田、藤岡） |
| 1月15日（金）       | チェキッ娘オーディション ゲスト審査員：梅宮アンナ、O-JIRO（PENICILLIN）、小池聰行 |
| 1月18日（月）       | - チェキッ娘学園 DAIBAくSHOW!!「持ち物検査編」 （ドロンズ、トム、下川、新井、矢作、熊切、上田、町田） - 浮き足だってんじゃねーよ（新井、森が電話の相手） - 帰ってきた1999ちょーB-1グランプリ部活編 |
| 1月19日（火）       | - 夕焼け番長 - チェキッ娘DAI激論「付き合うとしたら，丸刈?ロン毛?」 - 藤井ビクス |
| 1月20日（水）       | - チェキッ娘 ROAD TO THE LONDON（英語力テスト） - オバチェキ相談室 ～イマドキノワカモンハ～ |
| 1月22日（金）       | チェキッ娘オーディション ゲスト審査員：原千晶、CHIHARU、ETSU（TRF）、小池聰行 |
| 1月25日（月）       | - よいこのホームページ（新井） - 帰ってきた1999ちょーB-1グランプリ部活編 - 教えて! BASSMAN!! - 畳でドロンズ 仮面舞踏会!!「チェキッ娘大暴露」（田中、下川、新井、上田、町田、久志） - 浮き足だってんじゃねーよ（嶋野が電話の相手） |
| 1月26日（火）       | - 夕焼け番長 - チェキッ娘DAI激論「親友の彼氏を好きになったら、告る?あきらめる?」 - うわさのチェキメロ（矢作、新井） - 藤井ビクス |
| 1月27日（水）       | - チェキッ娘 ROAD TO THE LONDON（相撲対決） - オバチェキ相談室 ～イマドキノワカモンハ～ |
| 1月28日（木）       | - 発掘! ウルウル代理店 - 開運クイズ 星に願いを（回答:新井、熊切、佐々木、森、甲斐田） - オリコン最新ベスト10 踊るCHEKI-RAN（歌披露：下川、上田、藤岡） |
| 1月29日（金）       | チェキッ娘オーディション ゲスト審査員：鈴木蘭々、持田香織（Every Little Thing）、小池聰行 |
| 2月1日（月）        | - よいこのホームページ（佐々木） - チェキッ娘ヘッドライン（下川、新井、上田） - ハイパーチェキッ娘学園「黄昏に降る恋は青く」 （ドロンズ、トム、田中、下川、矢作、新井、五十嵐、熊切、上田） - 教えて! BASSMAN!!（ゲスト:坂崎幸之助） - 畳でドロンズ「'99節分」（熊切、上田、町田、久志、佐々木、甲斐田）                                           |
| 2月2日（火）        | - 夕焼け番長 - チェキッ娘DAI激論「今の彼氏よりカッコイイ男にナンパされたら、ついて行く?ついて行かない?」 - うわさのチェキメロ（矢作、新井） - 藤井ビクス（日本舞踊） |
| 2月3日（水）        | - チェキッ娘 ROAD TO THE LONDON（ビーチフラッグ） - オバチェキ相談室 ～イマドキノワカモンハ～ |
| 2月4日（木）        | - 発掘! ウルウル代理店 - 開運クイズ 星に願いを - オリコン最新ベスト10 踊るCHEKI-RAN（歌披露：下川、上田、藤岡） - チェキッ娘似科展（五十嵐、町田） |
| 2月5日（金）        | ゲストトーク 7HOUSE、HUMAN NATURE |
| 2月10日（水）       | - チェキッ娘 ROAD TO THE LONDON（ビーチフラッグ） - オバチェキ相談室 ～イマドキノワカモンハ～ - チアチェキSHOW! - え～!? こんなにいるのぉ～っ? |
| 2月12日（金）       | ゲストトーク HAIR CUTS、ソルヴァイ |
| 2月15日（月）       | - よいこのホームページ（上田） - チェキッ娘ヘッドライン（下川、新井、上田） - チェキッ娘学園危機一髪 （作・演出:ドロンズ大島／ドロンズ、TOM、田中、下川、矢作、新井、五十嵐、熊切、上田、町田） - 教えて! BASSMAN!!（ビートルズ「抱きしめたい」演奏） - 『はじまり』、NEOちゃっきり娘『ピンクのチェリー』、NEOかしまし娘『ハダカになりたい』初披露 |
| 2月16日（火）       | - 尾瀬戸倉スキー場から中継（森、加藤、大瀧） - 藤井ビクス（東京ジョイポリスから生中継） - チェキッ娘DAI激論「男にもてるのは、ポッチャリ?ガリガリ?」 - うわさのチェキメロ（矢作、新井） |
| 2月17日（水）       | - え～!? こんなにいるのぉ～っ? - オバチェキ相談室 ～イマドキノワカモンハ～ - チアチェキSHOW! |
| 2月18日（木）       | - チェキッ娘似科展（下川、新井、久志） - 発掘! ウルウル代理店 - 開運クイズ 星に願いを - オリコン最新ベスト10 踊るCHEKI-RAN（歌披露：下川、藤岡、甲斐田、大田） |
| 2月19日（金）       | ゲストトーク No'where |
| 2月22日（月）       | - よいこのホームページ（五十嵐） - チェキッ娘ヘッドライン（下川、新井、町田） - 畳でドロンズ '99ドリームキャスト（お題）「浮き足だってんじゃねーよ」 （矢作、熊切、町田、野崎、加藤、甲斐田） - 教えて! BASSMAN!!（ビートルズ「抱きしめたい」フジテレビ前路上で演奏）                                                                              |
| 2月23日（火）       | - ワイルドブルーヨコハマから中継（森、加藤、大瀧） - チェキッ娘DAI激論「結婚するなら、金のある人?夢のある人?」 - うわさのチェキメロ（矢作、新井） - 藤井ビクス |
| 2月24日（水）       | - オバチェキ相談室 ～イマドキノワカモンハ～ - ちぇきり天国（大喜利「チェキッ娘イメージ作文」） - チアチェキSHOW! |
| 2月25日（木）       | - チェキッ娘似科展（矢作、新井、町田、大瀧） - 発掘! ウルウル代理店 - 開運クイズ 星に願いを - オリコン最新ベスト10 踊るCHEKI-RAN（歌披露：下川、藤岡、甲斐田、大田） |
| 3月1日（月）        | - よいこのホームページ（藤岡） - チェキッ娘ヘッドライン（下川、熊切、町田） - ハイパーチェキッ娘学園II「大嫌いな学校 帰りたくない今日」 卒業式のせつなさはせみの脱皮にも似て （作・演出:TOM／ドロンズ、TOM、下川、矢作、新井、五十嵐、熊切、上田、町田、森） - 教えて! BASSMAN!!（「はじまり」演奏）                                               |
| 3月2日（火）        | - 日光ウェスタン村から中継（森、嶋野） - チェキッ娘DAI激論「彼にかがれて困るのは、口の臭い?ワキの臭い?」 - 藤井ビクス |
| 3月3日（水）        | - ロンドン留学イッテきました～!（田中、佐々木） - チアチェキSHOW! |
| 3月4日（木）        | - チェキッ娘似科展（ドロンズ大島、熊切、上田、佐々木） - 発掘! ウルウル代理店 - チェキチェキ合唱団 - オリコン最新ベスト10 踊るCHEKI-RAN（歌披露：下川、上田、藤岡、加藤） |
| 3月8日（月）        | - よいこのホームページ（野崎、森） - チェキッ娘ヘッドライン（上田、久志、佐々木） DAIBAッテキ!!終了、下川のチェキッ娘卒業・ソロデビュー発表 - 教えて! BASSMAN!!（「はじまり」アコースティックバージョン） |
| 3月9日（火）        | - 下川が司会に起用 - 早押しガンマンクイズ CX牧場の決闘 （田中らの「ゴックンボディチーム」VS熊切らの「もぎたてプルプルチーム」） - お台場大捜査線（嶋野の兄が出演） - うわさのチェキメロ（「はじまり」「ハダカになりたい」「ピンクのチェリー」のチェキメロ紹介） - 藤井ビクス                                                                       |
| 3月11日（木）       | - 発掘! ウルウル代理店 - チェキチェキ合唱団 - オリコン最新ベスト10 踊るCHEKI-RAN - チェキッ娘似科展（矢作、町田、熊切、久志） |
| 3月15日（月）       | - よいこのホームページ（下川） - チェキッ娘ヘッドライン（上田、久志、佐々木） - チェキッ娘そして… （作・演出:ドロンズ石本／ドロンズ、TOM、下川、新井、熊切、上田、町田、森） - 教えて! BASSMAN!!（chee's「everything is a treasure」演奏） |
| 3月16日（火）       | - お台場大捜査線（藤岡の兄・竜雄＝後のディーン・フジオカが出演） - 早押しガンマンクイズ CX牧場の決闘 （田中らの「ゴックンボディチーム」VS久志らの「もぎたてプルプルチーム」） - チェキ弁喰いて～っ!!（下川の手作り弁当を懸けて5人が「長絶叫コンテスト」に挑戦） - 藤井ビクス                                                                       |
| 3月17日（水）       | - チアチェキSHOW! - オバチェキ相談室 ～イマドキノワカモンハ～ |
| 3月18日（木）       | - 発掘! ウルウル代理店 - チェキチェキ合唱団 - オリコン最新ベスト10 踊るCHEKI-RAN - チェキッ娘似科展（大田、ドロンズ石本 他） |